# Wirtschaft der Slowakei

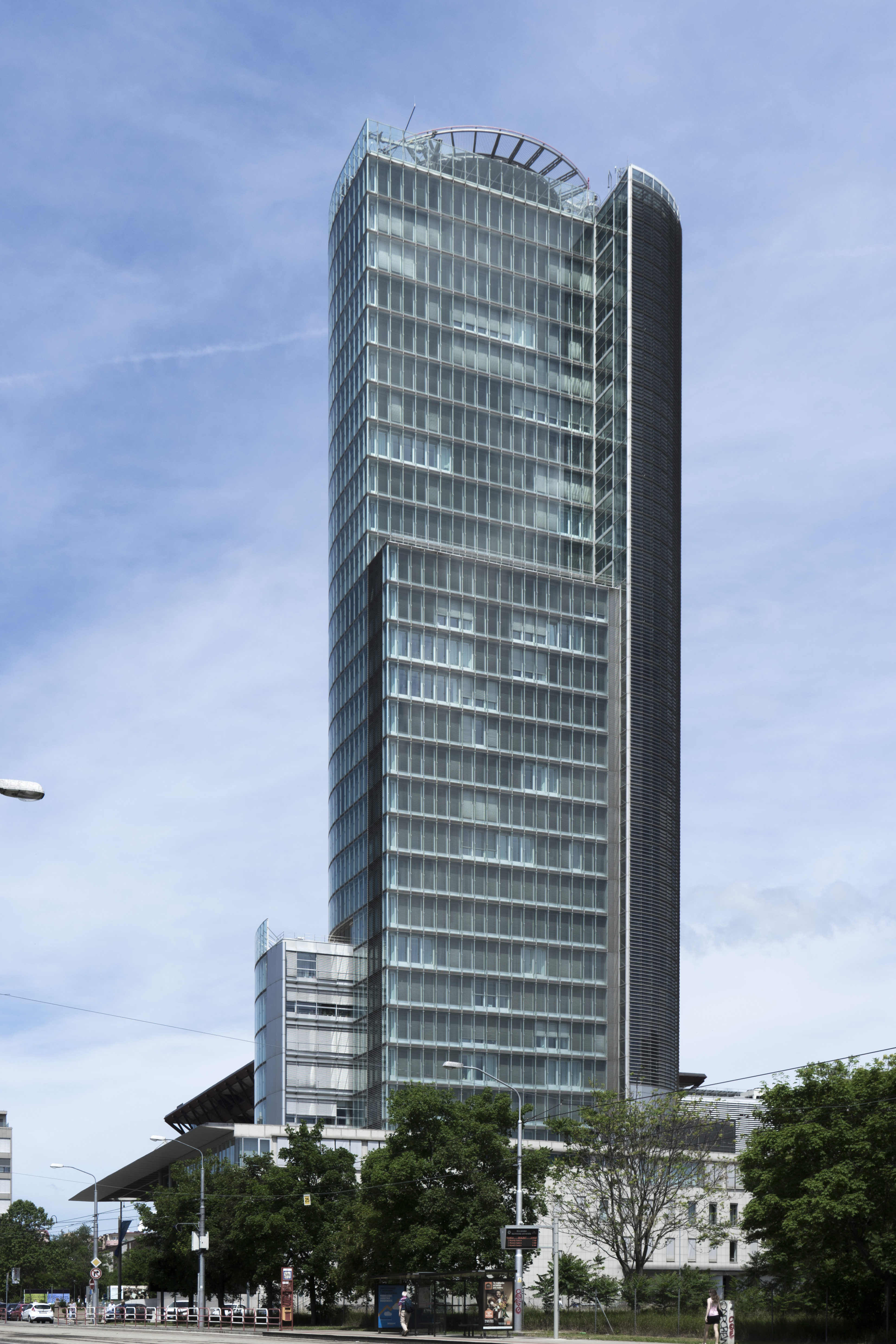
Slowakische Nationalbank

Dieser Artikel befasst sich mit der Lage und Entwicklung der Wirtschaft der Slowakei seit 1990.

## Aktuelle Lage

### Einleitung
Die 1990 einsetzende Privatisierung der Volkswirtschaft wurde bis 2006 überwiegend abgeschlossen, lediglich einige strategische Unternehmen befinden sich noch in staatlicher Hand (z. B. Eisenbahn). Auch die Transformation zur Marktwirtschaft kann 20 Jahre nach dem Fall des Sozialismus als abgeschlossen angesehen werden. Makroökonomische Stabilität wurde längst erreicht, strukturelle Reformen sind weit fortgeschritten, der Bankensektor ist fast vollständig in ausländischen Händen und ausländische Investitionen haben vor dem Ausbruch der Krise einen Boom eingeläutet. 2010 soll das Wirtschaftswachstum wieder eines der höchsten in Mitteleuropa sein, das nominelle Lohnniveau hingegen ist nach wie vor vergleichsweise gering. Die Wirtschaft ist stark exportorientiert. Durch die starke Fokussierung der Slowakei auf Automobilbau und deren Zulieferer sind jedoch als Folge der Umstrukturierung der Automobilbranche gewisse Clusterrisiken zu erwarten.
Die aktuellen Wirtschaftsdaten der Slowakei sind:
- jährliches Wirtschaftswachstum 2011: 3,3 %; 2018: 4,1 %
- Arbeitslosigkeit 2011: 13,4 % lt. eurostat; 2019: 5,8 % lt. de.statista.com
- Durchschnittslohn 2010: 803 Euro; 2017: jährlich 24.328 USD
- Jahresinflation 2011: 3,6 %; 2019: 2,7 %
- Im Vergleich mit dem BIP des EU-Durchschnitts ausgedrückt in Kaufkraftstandards erreichte die Slowakei einen Index von 74.0 (EU-27:100) (2010).[14]

Im Global Competitiveness Index, der die Wettbewerbsfähigkeit eines Landes misst, belegt die Slowakei Platz 59 von 137 Ländern (Stand 2017–2018). Im Index für wirtschaftliche Freiheit belegt das Land 2017 Platz 57 von 180 Ländern.

### Steuerreform und Investoren
Seit 2004 gilt im slowakischen Steuerrecht eine so genannte Einheitssteuer (flat tax): Es besteht in der Slowakei ein einziger Steuersatz für die Einkommensteuer, Körperschaftssteuer, Umsatzsteuer und andere Steuern, nämlich 19 %. Nachträglich wurde ein ermäßigter Umsatzsteuersatz von 10 % für Bücher und Medikamente eingeführt. Kombiniert mit der Tatsache, dass sich das slowakische Lohnniveau (in Euro ausgedrückt, nicht jedoch von der Kaufkraft her) in Mitteleuropa auf niedrigem Niveau befindet, sowie mit der günstigen Lage des Landes und der Zugehörigkeit zum Euro-Raum, hat das Land einen Standortvorteil und zog bis zum Ausbruch der Wirtschaftskrise massenweise ausländische Direktinvestitionen an (Peugeot, Kia, Samsung, Getrag Ford usw.).
Laut einer Umfrage, welche die Deutsch-Slowakische Industrie- und Handelskammer im März 2010 durchgeführt hat, würden 92 % der deutschen Unternehmer vor Ort heute wieder die Slowakei als Investitionsstandort wählen. Im Vergleich mit den mittel- und osteuropäischen Staaten sowie Deutschland und China schneidet die Slowakische Republik demnach als attraktivster Standort ab. Mit der Note 2,19 liegt sie deutlich vor Tschechien (2,47), Polen (2,67), Slowenien (2,70) und Ungarn (3,39). Der IWF sowie die OECD erklärten zudem Ende 2004 die Slowakei für das „reformfreudigste“ ihrer Mitgliedsländer.

### BIP
Nach Angaben des IWF betrug das Bruttoinlandsprodukt pro Kopf (Kaufkraftparität) der Slowakei im Jahr 2009 21.245 USD und nahm damit den 40. Platz in der Weltrangliste ein.
In absoluten Zahlen beträgt das Bruttoinlandsprodukt (absolut heißt ohne Berücksichtigung der Kaufkraft) rund 63,3 Milliarden Euro (2009). Daraus ergeben sich in absoluten Zahlen 11.722 Euro Pro-Kopf-BIP.
Das BIP des Jahres 1989, also des letzten Jahres vor Transformationsbeginn, wurde 1997 wieder erreicht. Die Slowakei war damit das zweite Land Osteuropas nach Polen, das diese imaginäre Grenze erreichte.
Das reale BIP-Wachstum erreichte 2007 10,6 %. Im Jahre 2008 konnte noch ein Wachstum von 6,2 % erzielt werden. Im darauffolgenden Jahr 2009 schrumpfte die slowakische Wirtschaft aufgrund der weltweiten Wirtschaftskrise um 4,7 %. Für das Jahr 2010 rechnet Eurostat mit einem realen Wachstum von 2,7 %.
| Kennzahl / Jahr     | 2000    | 2001      | 2002      | 2003      | 2004      | 2005      | 2006      | 2007      | 2008      | 2009      |
| ------------------- | ------- | --------- | --------- | --------- | --------- | --------- | --------- | --------- | --------- | --------- |
| BIP in SKK Mil.     | 937.964 | 1.018.430 | 1.108.117 | 1.222.483 | 1.361.683 | 1.485.301 | 1.659.573 | 1.851.787 | 2.102.755 | 1.906.976 |
| BIP pro Kopf in SKK | 173.700 | 189.300   | 206.000   | 227.300   | 253.000   | 275.700   | 307.800   | 343.100   | 389.400   | 353.100   |
| Wechselkurs SKK/USD | 46,2    | 48,347    | 45,335    | 36,773    | 32,255    | 31,022    | 29,724    | 24,713    | –         | –         |
| BIP in USD Mrd.     | 20,3    | 21,1      | 24,4      | 33,2      | 42,2      | 47,9      | 55,8      | 74,9      | –         | –         |
| BIP pro Kopf in USD | 3.800   | 3.900     | 4.500     | 6.200     | 7.800     | 8.900     | 10.400    | 13.900    | –         | –         |
| Wechselkurs SKK/EUR | 42,589  | 43,309    | 42,699    | 41,491    | 40,045    | 38,593    | 37,248    | 33,781    | 31,291    | 30,126    |
| BIP in EUR Mrd.     | –       | –         | –         | –         | 45,1      | 49,3      | 55,0      | 61,5      | 67,2      | 63,3      |
| BIP pro Kopf in EUR | –       | –         | –         | –         | 8.352     | 9.130     | 10.158    | 11.389    | 12.444    | 11.722    |

### Drei Sektoren
Anteile der drei Sektoren am BIP (2007):
- Land- und Forstwirtschaft 4 %
- Industrie 27 %
- Dienstleistungen 69 %

In den letzten Jahren war ein deutlicher Zuwachs des Anteils der Dienstleistungen zu verzeichnen.
Die Erwerbstätigen verteilten sich folgendermaßen auf diese Sektoren (2002):
- Landwirtschaft 6,2 %
- Industrie 38,4 %
- Dienstleistungen 55,4 %

### Kapitalmarkt
Das Land führt eine Wertpapierbörse – Börse Bratislava – mit dem Slovak Share Index als Leitindex der Volkswirtschaft.

### Arbeitslosigkeit
Die Arbeitslosigkeit stieg im Zuge der radikalen Reformen der Dzurinda-Regierung von 14,9 % Ende 1998 auf 19,2 % Ende 2001 an (saisonbereinigte harmonisierte Arbeitslosigkeit), sank dann aber wieder auf 16,6 % am Ende des Jahres 2003. 2004 ist die Arbeitslosigkeit wieder auf 16,9 % angestiegen.
Nachdem die Slowakei im Jahr 2004 der EU beigetreten war, sank die Arbeitslosenquote bis auf 9,5 % im Jahr 2008. Im Zuge der weltweiten Wirtschaftskrise stieg sie im Jahr 2009 jedoch wieder auf 12,1 % an.

### Inflation
Nachdem die Inflation im Jahr 2004 mit 7,5 % gemessen am Consumer Price Index europaweit noch relativ hoch war, konnte sie in den folgenden Jahren immer weiter gesenkt werden. So erreichte sie im Jahr 2007 nur noch 1,9 %, im Jahr der Euroeinführung 2009, welches zugleich durch die weltweite Wirtschaftskrise gekennzeichnet war, ergab sich eine extrem niedrige Inflationsrate von nur noch 0,9 %.

### Budgetdefizit
Das Budgetdefizit bewegt sich derzeit (2009) aufgrund der weltweiten Wirtschaftskrise bei rund 6,5 % des BIP. Das Vorkrisenniveau betrug jeweils rund 2 bis 3 % des BIP, so dass im Jahr 2008 die Maastrichtkriterien eingehalten wurden und es möglich war, den Euro einzuführen. Für das Jahr 2010 rechnet die Regierung mit einem Defizit von rund 7 % des BIP. Erst ab 2011 ist dabei wieder mit einem Rückgang zu rechnen.

### West-Ost-Gefälle
Das größte Problem der Slowakei bleibt ein riesiges (eigentlich schon seit gut 200 Jahren bestehendes) wirtschaftliches Gefälle zwischen dem armen Osten des Landes und dem moderneren und ausländische Investitionen anlockenden Westen des Landes, in dem sogar der Großraum Bratislava mit etwa 108 % des durchschnittlichen BIPs der EU die zweitreichste Region der (ehemaligen und künftigen) Beitrittsländer Mittel- und Osteuropas darstellt. Da jedoch im Osten auch die Löhne deutlich geringer sind als im Westen, interessieren sich ausländische Investoren neuerdings vor allem für den Osten, was das Gefälle mit der Zeit etwas mildern sollte.

### Währung und Euroeinführung
In der Slowakei zahlt man seit dem 1. Januar 2009 mit dem Euro, der die Slowakische Krone zu einem Kurs von 30,126 SKK/EUR ablöste.
Am 7. Mai 2008 hatte die Europäische Kommission aufgrund des Konvergenzberichtes der EZB die Euro-Einführung in der Slowakei zum 1. Januar 2009 empfohlen. Das Land habe (als einziges von den 9 im Konvergenzbericht bewerteten Ländern) alle Maastrichtkriterien erfüllt. Am 19./20. Juni stimmten beim Gipfeltreffen der Staatsoberhäupter auch die EU-Länder der Euro-Einführung zu, so dass die Einführung planmäßig geschehen konnte.

### Außenwirtschaft
Importiert werden (2008): Elektronik 13,8; Kfz und -Teile 13,1; Brennstoffe, mineralische Öle 12,6; Maschinen 9,6; chem. Erzeugnisse 8,7; Elektrotechnik 6,1; Eisen, Stahl 4,8; Nahrungsmittel 4,5; Metallwaren 4,2; Rohstoffe 2,9; Sonstige 19,7.
Exportiert werden (2008): Kfz und -Teile 21,7; Elektronik 17,0; Maschinen 8,5; Eisen und Stahl 7,7; Elektrotechnik 5,8; Brennstoffe, mineralische Öle 5,1; chemische Erzeugnisse 4,8; Metallwaren 3,7; Nahrungsmittel 3,1; Sonstige 22,6.
Die wichtigsten Importländer sind (2008): 19,7 % Deutschland, 13,3 % Tschechien, 10,8 % Russland, 5,8 % Rep. Korea, 5,7 % VR China, 5,0 % Ungarn, 4,0 % Frankreich, 3,9 % Polen, 3,7 % Italien.
Die wichtigsten Exportländer sind (2008): 20,2 % Deutschland, 13,0 % Tschechien, 6,8 % Frankreich, 6,6 % Polen, 6,2 % Ungarn, 5,9 % Italien, 5,7 % Österreich, Russland 3,8 %.

## Geschichte

### Anfangsphase der Transformation
Nach dem Sturz des Kommunismus und der damit verbundenen Planwirtschaft (Ende 1989) folgte – wie bei allen ehemaligen Ostblockstaaten – eine anfängliche Übergangsphase (in der Slowakei 1990–1993), in der das BIP deutlich gesunken ist. Bis dahin war der Außenhandel zum Hauptteil auf die Länder des ehemaligen RGW beschränkt. Nachdem die Märkte im Osten teilweise zusammengebrochen waren, kam es folgerichtig zu Problemen der Märkte der einzelnen Ostblockstaaten, einschließlich der Tschechoslowakei.
In der Slowakei wurde der allgemeine vorübergehende BIP-Rückgang zusätzlich durch zwei Faktoren gefördert. In erster Linie dadurch, dass auf dem Gebiet der Slowakei im Rahmen der Tschechoslowakei vor allem die Rüstungsindustrie und sonstige Schwerindustrie (Letzteres für den RGW) konzentriert war, die durch die neuen Verhältnisse in Europa ihre Absatzmärkte verlor. Sekundär auch dadurch, dass die Tschechoslowakei 1993 aufgelöst wurde, was den sich bereits 1992 bemerkbar machenden Wiederaufschwung um ein Jahr verschoben hat. Da jedoch mit Tschechien weiterhin Handel getrieben wurde, sollte man die direkten wirtschaftlichen Auswirkungen der Teilung nicht überschätzen.
Die wirtschaftliche Transformation, also der Übergang von einer Planwirtschaft hin zu einer freien Marktwirtschaft, erforderte außerdem im Rahmen der Liberalisierung der Wirtschaft eine Freigabe der vormals staatlich regulierten Preise. In der Slowakei passierte dies vor allem zum 1. Januar 1991 und führte wie erwartet zu einer drastisch erhöhten Inflation von 61,2 % im Jahr 1991 (vorher betrug die Inflation fast 0 %). Für die Preise ist jedoch zu beachten, dass dies im Gegensatz zu Ländern wie Polen, Russland oder Ungarn die Inflation in der Slowakei, genauso wie in Tschechien, mit Ausnahme dieses einen Jahres nie ein wirkliches Problem dargestellt hat.
Auch eine Liberalisierung der Außenwirtschaft war notwendig: Export und Import wurden um einiges erleichtert, vor allem durch Abschaffung der ehemaligen Mengenbeschränkungen für den Besitz von Fremdwährungen.
Eine große Herausforderung für die Regierung war zudem eine zügige Privatisierung, unter der die Teilbereiche Restitution, also eine Rückgabe von Gütern an alte Eigentümer, als auch die eigentliche Privatisierung von staatlichen Betrieben fällt. In der Tschechoslowakei entschied man sich bei der eigentlichen Privatisierung für eine Coupon-Privatisierung mittels Couponverteilungen, die jedoch unter der letzten Mečiar-Regierung (1994–1998) 1995 eingestellt und weiter mittels Direktverkäufen betrieben wurde. Diese Änderung wird im Nachhinein eher positiv gewertet.
Auf dem Arbeitsmarkt gab es Anfang der 1990er Jahre einen drastisch erhöhten Anstieg der Arbeitslosenquote von 1,5 % im Jahr 1990 auf 11,8 % im folgenden Jahr, da viele Betriebe, vor allem in der Rüstungsindustrie, aus den oben genannten Gründen schließen mussten. Während der Regierungsphase unter Mečiar war die Erwerbslosenrate noch etwas niedriger als unter der folgenden Dzurinda-Regierung (siehe unten).

### Entwicklung seit 1993
Seit Ende 1993/Anfang 1994 verzeichnete die (nunmehr selbständige) Slowakei ununterbrochen ein relativ hohes Wirtschaftswachstum, das sogar (mit Ausnahme eines Jahres) jedes Jahr höher war als das Wirtschaftswachstum Tschechiens. Etwa 1997–1998, d. h. gegen Ende der Amtsperiode der letzten Regierung Mečiar, wurde das Wirtschaftswachstum auch durch deutliche staatliche Investitionen in den Bausektor angekurbelt. Diese erhöhten zwar die Verschuldung des Landes deutlich, der Verschuldungsgrad des Landes war aber 1998 immer noch der zweitniedrigste in ganz Mittel- und Osteuropa (unter 60 % des BIP).
Die Regierungen Meciar versuchten stets (teils aufgrund strategischer Überlegungen, teils aufgrund egoistischer politischer Kalkulationen) sicherzustellen, dass die strategisch wichtigen Großunternehmen des Landes in den Händen slowakischer physischer und natürlicher Personen bleiben.
Ende 1998 kam die erste Regierung Dzurinda an die Macht, die sozusagen eine Wendung um 180 Grad gemacht hat. Früher oder später wurden alle Betriebe zur Privatisierung durch ausländische Firmen freigegeben, der Autobahnbau und andere Großprojekte wurden sofort fast zur Gänze gestoppt und viele bis dato eher „dahinvegetierenden“ Betriebe ließ man in Konkurs gehen. Die Folge war ein massiver Anstieg der Arbeitslosigkeit (etwa um 6 Prozentpunkte) – der sich aber inzwischen (2004) wieder etwas „gelegt“ hat –, ein vorübergehender deutlicher Rückgang des Wirtschaftswachstums, anfangs auch eine Stagnierung der Reallöhne sowie eine Vergrößerung des West-Ost-Gefälles (siehe oben), da es im Osten bis heute praktisch keine Autobahnen gibt.
Das Vertrauen ausländischer Investoren war aber wiederhergestellt. Außerdem führte die erste (1998–2002) sowie die zweite (ab 2002) Regierung Dzurinda diverse Preisderegulierungen, Steuerreformen und andere rasante Reformen durch. In einer späteren Phase wurden auch neue Industrieparks geschaffen und lohnende Projekte wie die Ansiedlung von Autoherstellern aus staatlichen Mittel gefördert. Die staatlichen Förderungen werden zum Teil als übertrieben angesehen. Die wichtigste Neuerung, die das Image des Landes in den Unternehmerkreisen deutlich verbesserte, war seit 1. Januar 2004 die Einführung einer so genannten Einheitssteuer (siehe oben).